# 美国汽车工业
美国汽车工业创始于19世纪90年代。由于其国内市场的规模和大批量生产的应用，美国迅速地成为了世界第一大汽车制造国。然而，这一位置被日本在20世纪80年代取代，随后又被中国在2008年取代。如今，美国每年生产八百万至一千万辆汽车，是世界上第二大汽车制造国。值得注意的是，由于次贷危机，在2009年，美国只生产了570万辆汽车。从20世纪70年代早期至21世纪初，美国达到了汽车生产量顶峰，每年生产约1300万至1500万辆汽车。

## 发展历史

### 汽车的生产
在自我供给动力的交通工具发展过程中，有大量的科技成果与交通工具部件的发展，这些也促进了大量供应商公司和相关工业的产生与发展。包括蒸汽、电力、汽油等各种形式的能量来源被应用于早期的交通工具。成百上千的企业家在早期时，在当地以小规模的形式从事于交通工具的发展、组装和销售。逐渐增加的销售量促进了工厂中更大规模的生产，也开拓了更广阔的市场。

### 美国的公路系统
由于没有合适的道路，交通工具的实际应用在最初受到了限制。道路大多布满尘土并且难以通过，尤其是在坏天气的时候。美国驾驶员联盟促进了道路的发展并主张发展道路是一个当地的责任，政府仅应提供有限的援助。在这期间，交通工具的生产得到了增长，并涌现了大量的汽车代理商。

## 三巨头
在20世纪早期，美国见证了汽车生产商三巨头的崛起，他们是福特汽车公司、通用汽车公司和克莱斯勒汽车公司。其中各公司的产品都对于社会地位、社会等级有着一定的影响。在19世纪晚期，凡勃伦发表了《有闲阶级论》，其中介绍了炫耀性消费，并说明了财富是社会地位的基础。福特和通用汽车公司各自在它们的目标市场中发挥着作用，令每一个消费者找到属于他们对应的社会地位。

## 大萧条及二战时期
由于大萧条，在20世纪30年代，许多汽车制造商倒闭了。受经济影响最严重的是豪华汽车的制造商。诸如Stutz、Pierce-Arrow、Peerless、Cunningham和Marmon等厂商相继破产。在这十年中，一些创新的汽车品牌也相继成立。Errett Lobban Cord成立了Cord公司。
这一时期的主要科技创新有半自动或自动变速装置、液压制动器、独立前悬架、顶置气门发动机等。Cord 810使用了前轮驱动，包含隐藏式的大灯，由增压器提供动力，采用流线型设计。这一时期最极端的空气流线型设计属于来自克莱斯勒的Airflow。
当美国宣布参加第二次世界大战后，所有汽车厂商在1942年2月停止了汽车的生产。汽车制造商扩充工厂来生产战争用品，诸如武器、飞机和军用车辆。

## 战后时期

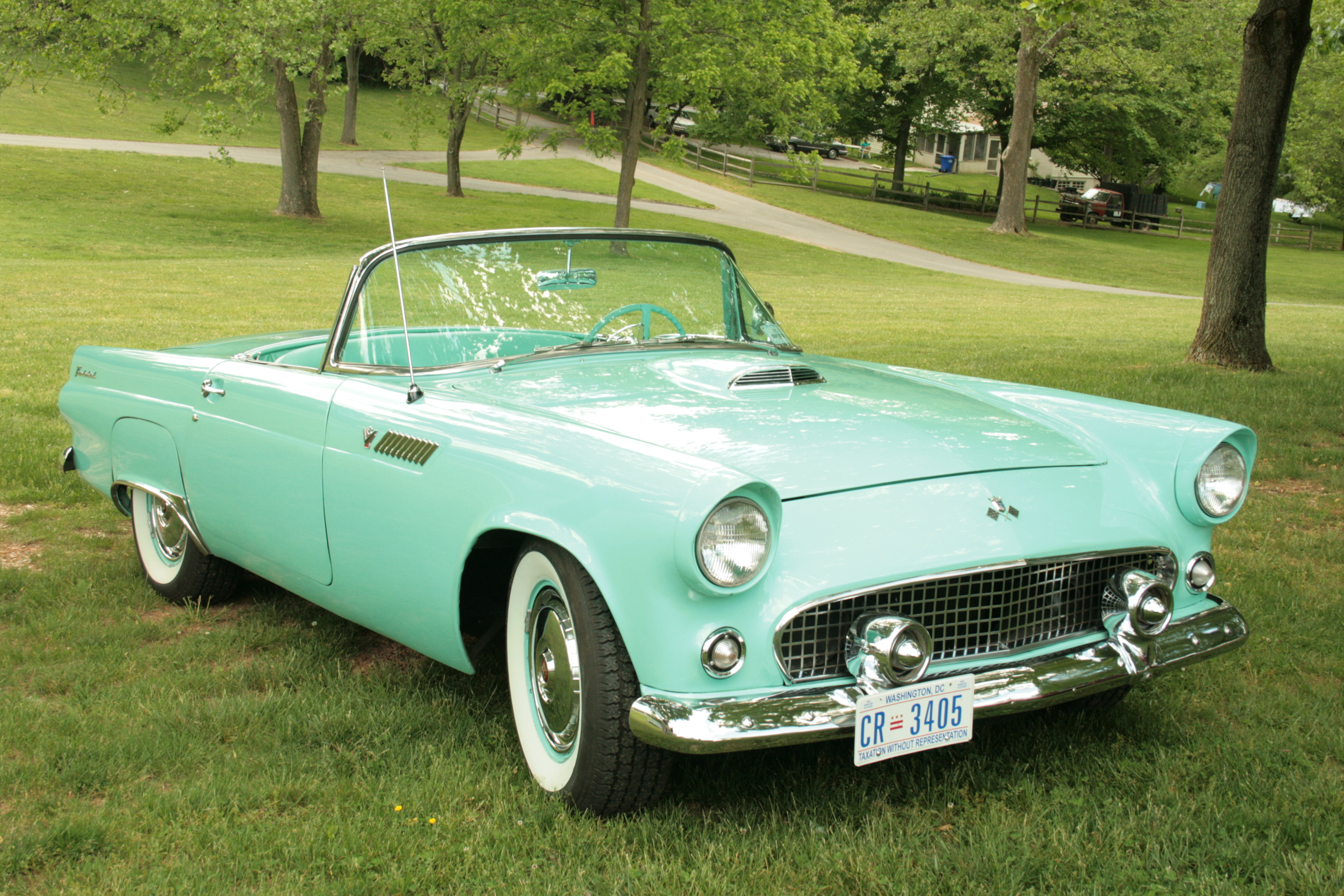
1955 Ford Thunderbird

在战后时期，汽车外形设计深受当时航天业的影响。在二战结束后，涡轮发动机广泛投入民用，因而民航飞机具有了更好的性能，而美国社会也很惊喜于这种改变。汽车设计师们迎合民众的口味，在汽车上添加了大量具有飞机特征的部件，比如侧翼、尾灯之类的。
最开始，他们也只是实验性的应用这种风格的设计，比如1955年的Ford雷鸟有一个类似于飞机的前挡风玻璃，另一个例子比较明显，1959年的Ford Fairlane Skyliner（航班）。
这种趋势随着1959年凯迪拉克新款问世而结束，那时鳍状装饰物开始流行。

## 20世纪60年代

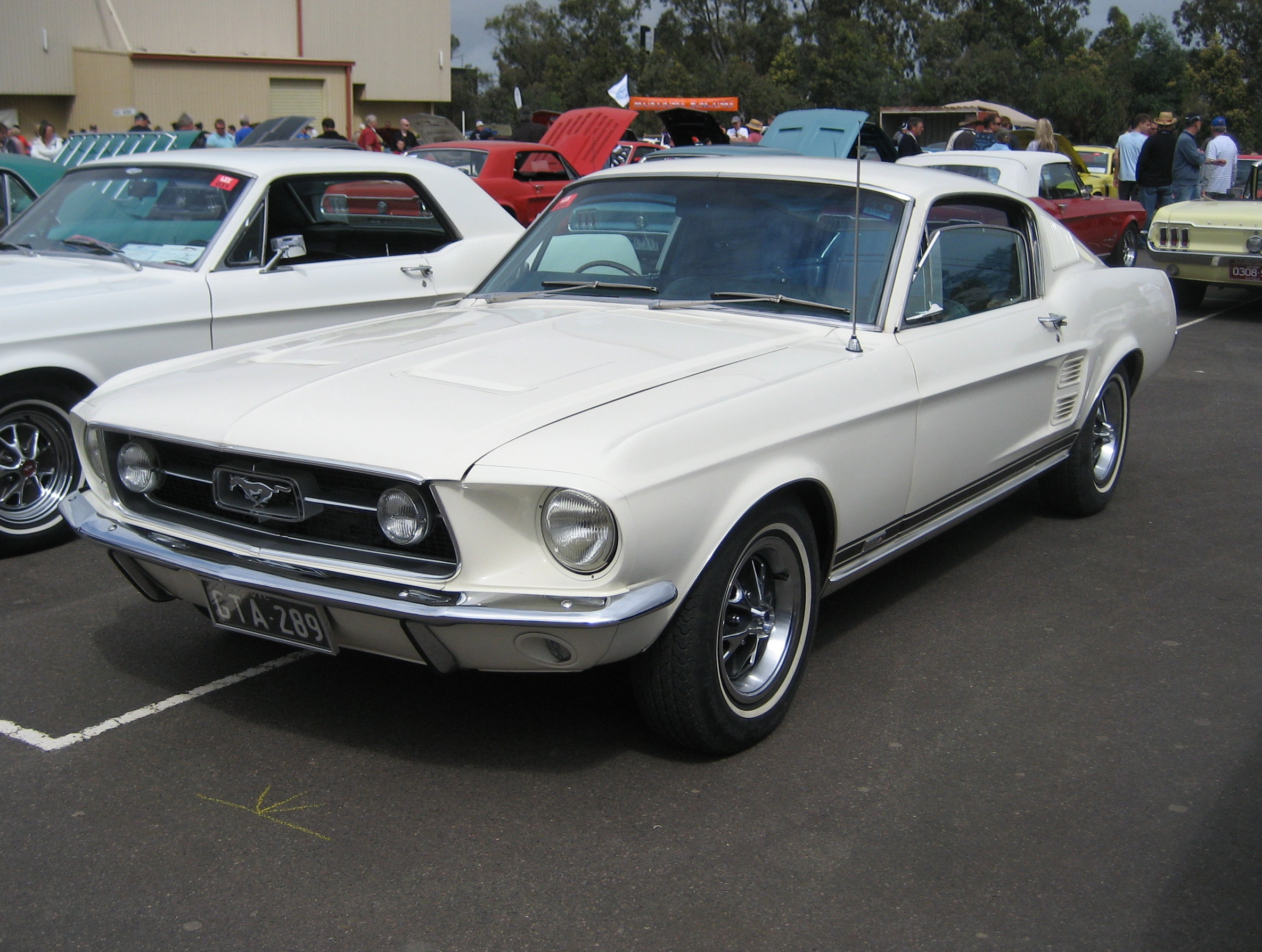
Ford Mustang GTA Fastback 1967

60年代的主要特征是Pony Cars。Pony Cars开始于Ford Mustang，这种车外表很精壮，而且座椅等部件也采用了较小的尺寸，在上市之后，这种车变得非常成功，从而Pony Cars开始流行。
相比之前的车型定位，Pony Cars面向的更多的中产阶级的美国人，让更多的人可以买得起车。之所以直到1960年代才开始生产低端车，谁因为在1956年，地区性和州际公共交通网络得益于330亿美元的联邦公路补助法案而大大扩展。更多的人希望能够进行长短途旅行。而在此之前，交通条件很差，需求不大。

## 20世纪70年代至80年代
1970年代，美国的汽车制造商们被迫面对原油危机。随着1965年汽车空气污染控制法案和1970年空气净化法案的实施，三巨头被要求在今后的6年内，将汽车的尾气排放量降低90%。
最初，三巨头并不在意，仍旧坚持他们的传统优势领域，大排量、高耗能、高污染的肌肉车，而国外汽车厂商则剑走偏锋，主打中小型经济型车型。
然而，1973年，中东石油出口国宣布对美国和以色列实施原油禁运。美国国内原油被管制，每个人每月能购买的汽油量被大大限制。因此，大部分的美国人都开始转向体型更小、更节省的车型，而为了避免顾客流失，三巨头也开始将目光投向了这一细分方向。

## 20世纪90年代至21世纪初
1990年代左右，大量的外国汽车公司如三菱，本田等进入美国投产，美国汽车工业面临外国公司的巨大挑战，再加上90年代的经济危机导致美国人的消费严重下降，以及全美汽车工人联合会的影響，美國公司的競爭力受到挑戰。美国公司希望能够稳固自己的地位，人们也迫切地需要汽车拥有多种功能，于是这个时候多功能车倍受企业和居民的青睐，多功能车类似于小型箱式车，其后部有很大的空间，可以装许多的货物，人们可以用它来载货，用它来上下班，由于多功能车具有越野功能，人们甚至可以用它来进行野外旅行，由于这些原因，1990年代多功能车在美国的销量一直遥遥领先。
2005年开始，通用汽车连年亏损，2009年开始申请破产保护，福特一度一年之内亏损上百亿美元。车企与工会展开谈判，最终工会同意降低聘用新工人的最低时薪。车企削減成本後，开始投资生产更有竞争力的汽车，截止2015年，三巨头利润创历史新高。

## 21世纪10年代及更远
21世纪以后，随着化石燃料越来越多地使用，石油等原料的价格一直在上升，同时环境污染也越来越严重，这个时候环保型汽车慢慢进入人们的视野，一个名叫特斯拉的汽车公司于2003年成立，特斯拉专门生产环保的电动汽车，虽然是电动车，但是性能却很好，其品牌Roadster的100米加速仅仅需要3秒钟，并且特斯拉的车造型独特，操作性能也很好，受到了很多人的喜爱。

## 主要汽车生产商
- 通用汽车
  - 雪佛蘭
    - 雪佛蘭科爾維特

  - 別克
  - 凱迪拉克
  - 吉姆西
  - 悍馬
- 福特汽车
  - 林肯汽車
- 斯泰蘭蒂斯北美
  - 吉普汽車
  - 道奇汽車
  - 公羊貨車
- 西尔贝
- 赫尼西設計改裝公司
- 豐田汽車北美（英语：Toyota Motor North America）
- 速霸陸美國（英语：Subaru of America）
- 馬自達北美公司（英语：Mazda North American Operations）
- 美國本田汽車公司（英语：American Honda Motor Company）
  - 謳歌
- 日產美國（英语：Nissan USA）
- 現代汽車美國（英语：Hyundai Motor America）
- 起亞美國（英语：Kia America）
- 福斯集團美國（英语：Volkswagen Group of America）
- 梅賽德斯-賓士美國（英语：Mercedes-Benz USA）
- 寶馬斯帕坦堡（英语：BMW Spartanburg）
- 富豪汽車南卡羅來納工廠（英语：List of Volvo Car production plants）
- 帕卡
  - 彼得比爾特（英语：Peterbilt）
  - 肯沃斯（英语：Kenworth）
- 戴姆勒貨車北美（英语：Daimler Truck North America）
  - 托马斯比尔特客车（英语：Thomas Built Buses）
  - 福莱纳貨車（英语：Freightliner Trucks）
  - 西星卡車
- 納威司達萬國公司（英语：Navistar International Corporation）
  - IC巴士（英语：IC Bus）
- 麦克货车
- 豪士科公司（英语：Oshkosh Corporation）
- 特斯拉 (公司)
- Rivian
- 路西德汽车
- 尼古拉公司
- 卡尔玛汽车
- 法拉第未来
- 布林格汽车（英语：Bollinger Motors）
- 卡努汽车（英语：Canoo）
- 罗恩汽车（英语：Ronn Motor Group）